# Kirsten Cooke
Kirsten Cooke, född 4 oktober 1952 i Cuckfield, West Sussex, är en brittisk skådespelare. Cooke har bland annat gjort rollen som motståndsrörelseledaren Michelle Dubois i komediserien 'Allå, 'allå, 'emliga armén.

## Filmografi i urval
- 1978 – The Cedar Tree (TV-serie)
- 1978 – Rings on Their Fingers (TV-serie)
- 1979 – Dave Allen at Large (TV-serie)
- 1982–1992 – 'Allå, 'allå, 'emliga armén (TV-serie)
- 1988 – 'Allo 'Allo! at the London Palladium (kortfilm)
- 1990–1995 – En karl i huset (TV-serie)
- 1995 – Down to Earth (TV-serie)
- 2002 – ChuckleVision (TV-serie)